# Mauriena
|  | Per a altres significats, vegeu «Comtat de la Mauriena». |

La Mauriena (en francès Maurienne, en francoprovençal Môrièna) és una vall intra-alpina de França del departament de la Savoia, a la regió d'Alvèrnia-Roine-Alps on hi flueix el riu Arc. Correspon a l'antiga província de la Mauriena del Ducat de Savoia.

## Geografia

Escut actual de la Mauriena

És una de les grans valls transversals dels Alps. El riu Arc li ha donat forma després de l'última glaciació. La vall comença al poblet de Ecot (municipi de Bonneval-sur-Arc), al peu del coll de l'Iseran, prop de la frontera italiana, i es dirigeix a l'oest-sud-oest, abans de tornar a l'oest-nord-oest de Modane, i acaba a Aiton, on l'Arc s'uneix al riu Isera.
No hi ha realment un massís de la Mauriena. Limita al nord (marge dret) del Gran massís de la Vanoise, i el massís de la Lauzière. Al sud (marge esquerre), limita amb els Alps de Graies, el massís del Mont Cenis, els de Cerces, Arves, Grandes Rousses i la cadena de Belledonne.
Els grans colls alpins que surten de la vall són:
- Coll de l'Iseran cap a la vall de la Tarentèsa. El coll més alt d'Europa (2770 m)
- Pas del Mont Cenis cap a la vall de Susa
- Coll del Télégraphe i coll del Galibier cap al Briançonès i l'Oesen
- Coll de la Croix de Fer i coll del Glandon cap a l'Oesen
- Coll de la Madeleine cap a la vall de la Tarentèsa

Es distingeix tradicionalment dues unitats geografiques: la Baixa Mauriena (part baixa de la vall, més ampla) i l'Alta Mauriena (part alta) que comença després de la barrière de l'Esseillon, sobre l'alta vall de l'Arc.

## Administració
L'antiga capital de la Mauriena és Saint-Jean-de-Maurienne situada a la confluència del riu Arc i l'Arvan.
La Mauriena correspon a l'arrondissement (districte) de Saint-Jean-de-Maurienne, que comprèn els cantons de:
- Modane
- Saint-Jean-de-Maurienne

### Principals viles
- Baixa Mauriena :
  - Aiguebelle
  - La Chambre
- Mitja Mauriena
  - Saint-Jean-de-Maurienne
  - Saint-Michel-de-Maurienne
  - Modane
- Alta Mauriena :
  - Aussois (porta de la Vanoise)
  - Bramans (porta de l'Alta Mauriena)
  - Lanslebourg-Mont-Cenis i Lanslevillard (estació de Val Cenis Vanoise)

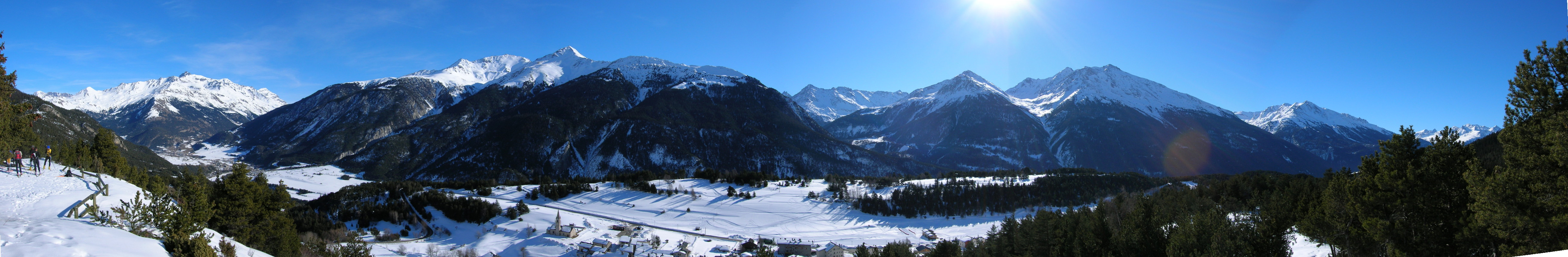
Vista panoràmica des l'Alta Mauriena

  - Bessans
  - Termignon
  - Sollières-Sardières